# Miramar Viejo
Miramar Viejo är en ort i Mexiko.   Den ligger i kommunen Xilitla och delstaten San Luis Potosí, i den centrala delen av landet, 220 km norr om huvudstaden Mexico City. Miramar Viejo ligger 1 545 meter över havet och antalet invånare är 258.
Terrängen runt Miramar Viejo är kuperad österut, men västerut är den bergig. Terrängen runt Miramar Viejo sluttar brant österut. Runt Miramar Viejo är det ganska tätbefolkat, med 90 invånare per kvadratkilometer. Närmaste större samhälle är Villa Terrazas, 18,8 km öster om Miramar Viejo. I omgivningarna runt Miramar Viejo växer i huvudsak blandskog.